# Lasserre (Pyrénées-Atlantiques)
Lasserre is een gemeente in het Franse departement Pyrénées-Atlantiques (regio Nouvelle-Aquitaine) en telt 96 inwoners (2009). De plaats maakt deel uit van het arrondissement Pau.

## Geografie
De oppervlakte van Lasserre bedraagt 4,3 km², de bevolkingsdichtheid is dus 22,3 inwoners per km².
De onderstaande kaart toont de ligging van Lasserre (Pyrénées-Atlantiques) met de belangrijkste infrastructuur en aangrenzende gemeenten.

## Demografie
Onderstaande figuur toont het verloop van het inwonertal (bron: INSEE-tellingen).

1. ↑  Populations de référence 2022.